# باقر أباد ترك (بشاريات الشرقي)
باقر أباد ترك (بالفارسية: باقرآباد ترک) هي قرية تقع في إيران في قسم بشاریات الشرقي الریفي. يقدر عدد سكانها بـ 399 نسمة .